# ادواردو (بازیکن فوتبال، زاده ۱۹۹۵)
ادواردو (انگلیسی: Eduardo؛ زادهٔ ۳ دسامبر ۱۹۹۵) بازیکن فوتبال اهل برزیل است.